# Seth Gamble
Seth Gamble (ur. 10 lutego 1988 w Plantation) – amerykański aktor i reżyser filmów pornograficznych. 
Laureat branżowej nagrody AVN Award dla najlepszego debiutanta 2011. Rola Luke’a Skywalkera w parodii Gwiezdne wojny – Star Wars XXX: A Porn Parody (2012) przyniosła mu XBIZ Award dla najlepszego aktora w parodii. W 2014 został uhonorowany XBIZ Award dla najlepszego aktora w parodii Grease – Grease XXX: A Parody (2013) za rolę Danny’ego Zuko. W 2019 odebrał dwie nagrody XBIZ Award dla najlepszego aktora w komedii jako Wade Wilson / Deadpool w parodii Deadpool – Deadpool XXX (2018) i dla najlepszego aktora drugoplanowego za rolę policjanta w dreszczowcu Cursed XXX (2018), a w 2020 zdobył nagrodę XRCO Award dla najlepszego aktora za rolę Daniela w dramacie kryminalnym Perspective (2019).

## Wczesne lata
Urodził się w Plantation na Florydzie, w hrabstwie Broward w rodzinie pochodzenia włoskiego, litewskiego i żydowskiego. Dorastał w pobliskim Fort Lauderdale. Jego rodzice rozwiedli się, gdy miał 14 lat, co doprowadziło do jego ucieczki do Rochester w stanie Nowy Jork, gdzie, aby się utrzymać, dorabiał w czterech różnych miejscach. Uczęszczał na nakazaną przez sąd grupę wsparcia w towarzystwie ojca. Mając 16 lat zamieszkał z rodzicami chrzestnymi. W 2004 ukończył szkołę średnią, gdzie wyróżniał się w nauce i grał w baseball. Jako 18–latek wpadł w kłopoty prawne; chcąc zdobyć 40 tys. dolarów na opłaty sądowe podjął decyzję o udziale w produkcji porno, co pomogło mu uporządkować swoje życie.

## Kariera w branży porno
Pracował jako striptizer, zanim w wieku 18 lat trafił do branży rozrywki dla dorosłych. Początkowo pod pseudonimem Troy Gabriel brał udział w scenach masturbacji, fellatio z Tommym Defendi i jako aktyw z Kurtem Wildem w gejowskich filmach produkowanych przez CollegeDudes w Clermont. W 2008 w Miami na Florydzie podpisał kontrakt ze studiem BangBros, z którym współpracował przez ponad półtora roku. W 2009 przeniósł się do Los Angeles, aby kontynuować swoją karierę. Jednak z powodu swojego uzależnienia od alkoholu zyskał reputację osoby, z którą trudno się współpracuje na planie; spóźniał lub był w złym humorze.

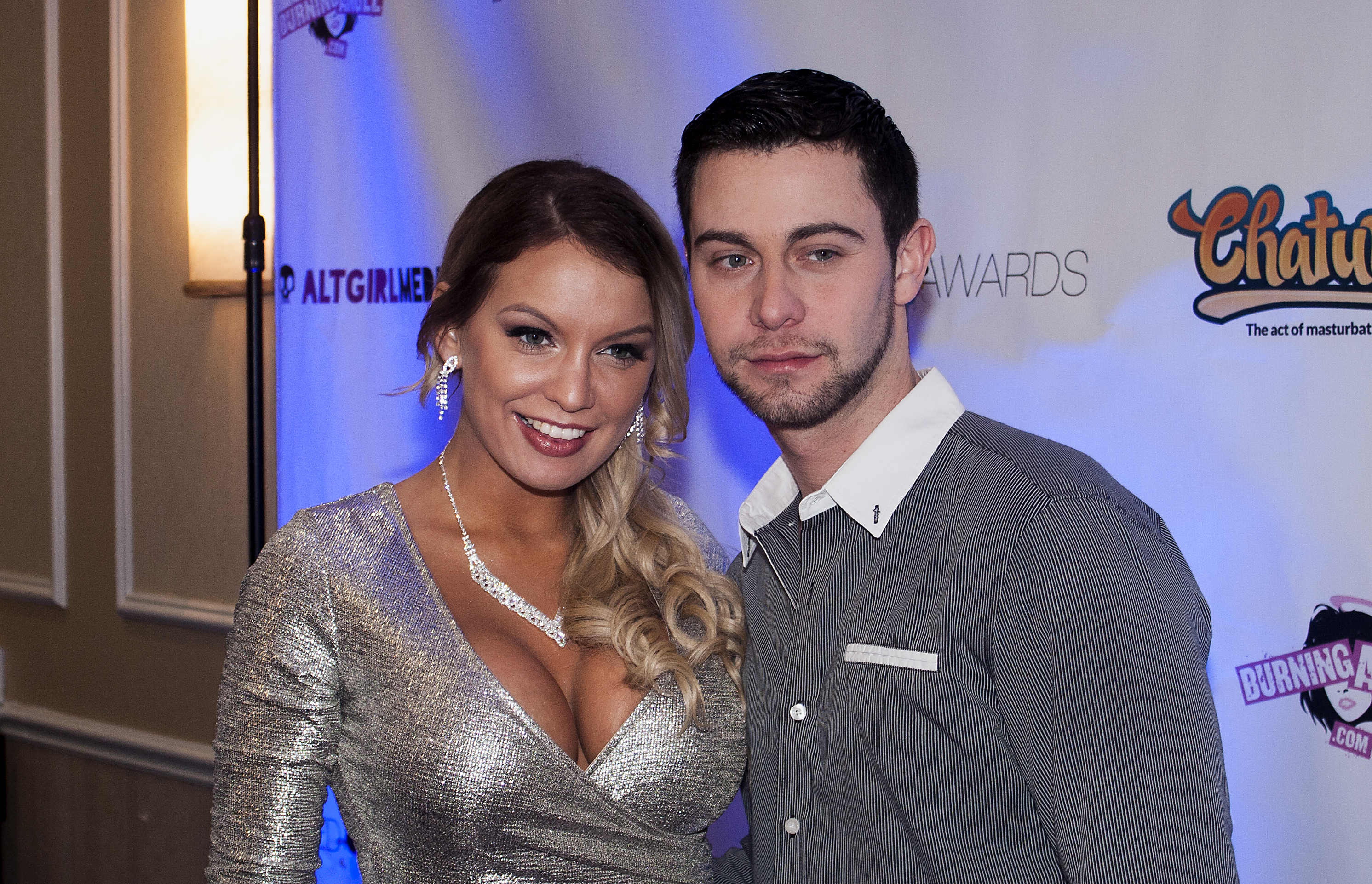
Gamble z Kenzie Taylor podczas gali Inked Award (2016)

Pracował dla takich firm jak Wicked Pictures, Reality Kings, Adam & Eve, Brazzers Network, Penthouse, Score, Naughty America, Digital Playground, Devil’s Film, Evil Angel i Vivid. Brał udział w produkcjach ze scenami amatorskiego POV. Występował w wysokobudżetowych produkcjach porno parodiujących hollywoodzkie filmy kinowe i telewizyjne, takie jak Z Archiwum X – The Sex Files: A Dark XXX Parody (2009) jako agent, Aniołki Charliego – Not Charlie’s Angels XXX (2010) w roli Johnny’ego, Flintstonowie – Flintstones: A XXX Parody (2010) jako Bam–Bam, Drużyna A – The A-Team XXX: A Parody (2010) w roli Marka, Miejski kowboj – This Ain’t Urban Cowboy XXX (2011) jako Bud, Rodzina Addamsów – The Addams Family XXX (2011) w roli Pugsleya Addamsa, Gorączka sobotniej nocy – Saturday Night Fever XXX: An Exquisite Films Parody (2011) w roli Tony’ego, Iron Man – Iron Man XXX: An Extreme Comixxx Parody (2011) w roli miliardera Tony’ego Starka, Xena: Wojownicza księżniczka – Xena XXX: An Exquisite Films Parody (2012) w roli kupidyna, Menażeria – Not Animal House XXX (2012) jako kuzyn Erica Strattona, Clerks – Sprzedawcy – Clerks XXX: A Porn Parody (2013) jako Victor, Kopciuszek – Cinderella XXX: An Axel Braun Parody (2014) w roli księcia Edwarda i Magic Mike XXXL: A Hardcore Parody (2015) w roli Adama. 
W 2021 zadebiutował jako reżyser filmu Wicked Pictures The Red Room.
W 2024 Gamble jako wykonawca i reżyser oraz jego obsada i ekipa zdobyli 27 nominacji do nagród XBIZ Award.

## Życie prywatne
W wieku 28 lat, kiedy przebywał w Las Vegas na rozdaniu nagród magazynu „Adult Video News”, powrócił do uzależnienia od alkoholu i kokainy. Wtedy szukał pomocy u aktora Marka Davisa. W 2017 zaczął pracować nad programem 12 kroków.
Po pięciu latach znajomości, 21 czerwca 2021 na Hawajach zawarł związek małżeński z aktorką porno Kenzie Taylor. 

## Nagrody
| Rok  | Nagroda          | Kategoria                                                 | Film                                         | Inni wykonawcy |
| ---- | ---------------- | --------------------------------------------------------- | -------------------------------------------- | --- |
| 2011 | AVN Award        | Najlepszy debiutant                                       | –                                            | – |
| 2013 | XBIZ Award       | Najlepszy aktor w parodii                                 | Star Wars XXX: A Porn Parody (2013)          | – |
| 2014 | XBIZ Award       | Najlepszy aktor w parodii                                 | Grease XXX: A Parody (2013)                  | – |
| 2015 | Inked Award      | Scena roku                                                | Axel Braun’s Inked (2015)                    | Kleio Valentien |
| 2016 | NightMoves Award | Najlepszy aktor wg redakcji                               | –                                            | – |
| 2019 | AVN Award        | Najlepszy aktor w filmie fabularnym                       | Deadpool XXX (2018)                          | – |
| 2019 | XBIZ Award       | Najlepszy aktor w komedii                                 | Deadpool XXX (2018)                          | – |
| 2019 | XBIZ Award       | Najlepszy aktor drugoplanowy                              | Cursed XXX (2018)                            | – |
| 2019 | NightMoves Award | Najlepszy aktor wg fanów                                  | –                                            | – |
| 2019 | XCritic Award    | Najlepszy wykonawca                                       | –                                            | – |
| 2019 | XCritic Award    | Najlepszy aktor                                           | Perspective (2019)                           | – |
| 2020 | AVN Award        | Najlepszy aktor pierwszoplanowy                           | Perspective (2019)                           | – |
| 2020 | XBIZ Award       | Najlepszy aktor w filmie fabularnym                       | Perspective (2019)                           | – |
| 2020 | NightMoves Award | Najlepszy aktor                                           | –                                            | |
| 2020 | Spank Bank Award | Sztywny aktor roku                                        | –                                            | – |
| 2020 | XCritic Award    | Najlepszy wykonawca                                       | –                                            | – |
| 2020 | XCritic Award    | Najlepszy aktor                                           | Killer on the Loose (2020)                   | – |
| 2021 | XBIZ Award       | Najlepszy aktor                                           | Killer on the Loose (2020)                   | – |
| 2021 | XRCO Award       | Najlepszy aktor                                           | Killer on the Loose (2020)                   | – |
| 2021 | AVN Award        | Najlepszy aktor pierwszoplanowy                           | Killer on the Loose (2020)                   | – |
| 2021 | AVN Award        | Najlepsza scena seksu grupowego                           | Climax 1 (2019)                              | Angela White, Avi Love, Britney Amber, Codey Steele, Eric Masterson, India Summer, Jane Wilde, Ryan Driller i Whitney Wright |
| 2022 | XBIZ Award       | Najlepsza scena seksu w filmie fabularnym                 | Black Widow XXX: An Axel Braun Parody (2021) | Lacy Lennon, Elena Koshka i Ramón Nomar                                                                                      |
| 2022 | NightMoves Award | Najlepszy aktor                                           | Black Widow XXX: An Axel Braun Parody (2021) | – |
| 2023 | XBIZ Award       | Wykonawca roku                                            | –                                            | – |
| 2023 | XBIZ Award       | Najlepsza scena seksu w filmie fabularnym                 | Drift (2022)                                 | Maitland Ward i Mick Blue |
| 2023 | XBIZ Award       | Najlepsza scena seksu — cały seks                         | Money (2022)                                 | Vanna Bardot |
| 2023 | XRCO Award       | Najlepszy aktor                                           | Going Up (2022)                              | – |
| 2023 | AVN Award        | Najlepszy aktor pierwszoplanowy                           | Going Up (2022)                              | – |
| 2023 | AVN Award        | Wykonawca roku                                            | –                                            | – |
| 2023 | NightMoves Award | Najlepszy reżyser filmu fabularnego                       | Privilege (2022) Reckless (2023)             | – |
| 2024 | XBIZ Award       | Wykonawca roku                                            | –                                            | – |
| 2024 | AVN Award        | Najlepszy scenariusz – film fabularny                     | Polar Opposites: Out of Our System (2023)    | Bree Mills |
| 2025 | XMA Award        | Najlepsza scena seksu w filmie o tematyce par             | American Stud (2024)                         | Aiden Ashley |
| 2025 | XMA Award        | Najlepsza scena seksu w filmie fabularnym                 | Do Unto Others (2024)                        | Demi Hawks |
| 2025 | AVN Award        | Najlepszy aktor w filmie fabularnym                       | A Loving Home Environment (2024)             | – |
| 2025 | AVN Award        | Najlepsza scena triolizmu (dziewczyna/dziewczyna/chłopak) | Gold Diggers – Episode 5 (2024)              | Kimmy Granger i Adria Rae |
| 2025 | XRCO Award       | Wykonawca roku                                            | –                                            | – |